# Maicol Medina
Maicol Medina (El Espinal, Tolima, Colombia; 4 de junio de 1997) es un futbolista colombiano que juega de centrocampista en el Club Llaneros de la Categoría Primera A de Colombia.

## Clubes
| Club              | País     | Año             | Partidos | Goles |
| ----------------- | -------- | --------------- | -------- | ----- |
| Patriotas Boyacá  | Colombia | 2014 - 2017     | 57       | 0     |
| Llaneros          | Colombia | 2018            | 32       | 3     |
| Patriotas Boyacá  | Colombia | 2019 - 2020     | 53       | 2     |
| Deportivo Pereira | Colombia | 2021 - 2024     | 107      | 2     |
| Club Llaneros     | Colombia | 2024 - Presente | 0        | 0     |

## Palmarés

### Títulos nacionales
| Título              | Equipo            | País     | Año     |
| ------------------- | ----------------- | -------- | ------- |
| Categoría Primera A | Deportivo Pereira | Colombia | 2022-II |